# Ужин в пятницу вечером
«Ужин в пятницу вечером» (другие названия — «Пятничный ужин», «Обед в пятницу вечером») (англ. Friday Night Dinner, Великобритания) — телесериал в жанре ситуационная комедия, совместное производство компаний Popper Pictures и Big Talk Productions.

## Создание
В интервью британской газете The Daily Telegraph создатель сериала Роберт Поппер сообщил, что прототипом Мартина Гудмана послужил его отец, а основой для образов членов семьи Гудманов — семья сценариста.
На роль Мартина был выбран британский актёр Пол Риттер, ранее снимавшийся в таких фильмах как «Квант милосердия», «Стать Джоном Ленноном» и «Сын Рэмбо», а также в сериалах Instinct и Pulling. Роль его жены, Жаклин Гудман, сыграла Тэмзин Грег, известная по сериалам «Книжный магазин Блэка», «Зелёное крыло» и «Эпизоды».

## Сюжет
Действие разворачивается в Северном Лондоне, где каждую пятницу на традиционный ужин собирается семья Гудманов. Сериал отражает традиции и привычки в светской еврейской семье, и основан на опыте автора и продюсера сериала Роберта Поппера. Акцент сериала делается на отношениях между членами семьи британских евреев, а также на их повседневной жизни.

## В ролях

### Постоянные герои
- Жаклин «Джеки» Гудман (англ. Jacquiline «Jackie» Goodman, актриса — Тэмзин Грег) — мать Адама и Джонатана. Любит готовить, а также смотреть кулинарные шоу.
- Мартин Гудман (англ. Martin Goodman, актёр — Пол Риттер) — глава семьи Гудманов. Любит физику, готов говорит о ней часами. Имеет проблемы с концентрацией внимания, а также со слухом, поэтому вынужден носить слуховой аппарат. Он также обладает несколькими довольно странными привычками, как например, есть из мусорного ведра.
- Адам Гудман (англ. Adam Goodman, актёр — Саймон Бёрд) — старший сын Жаклин и Мартина. Работает музыкантом. Находится в напряжённых отношениях с младшим братом.
- Джонатан «Джонни» Гудман (англ. Jonathan «Jonny» Goodman, актёр — Том Розенталь) — младший сын Гудманов. Работает агентом по продаже недвижимости. Постоянно подшучивает над старшим братом. Позднее познакомился с девушкой по имени Элисон.
- Джим Белл (англ. Jim Bell, актёр — Марк Хип) — сосед Гудманов. Немного социально неадекватен. Довольно часто заходит к последним в гости. Неравнодушен к Жаклин. Имеет домашнего питомца — Уилсона — собаку породы бельгийская овчарка, которую сам Джим немного побаивается.

### Периодические герои
- Элеонора Буллер (бабушка) (англ. Eleanor Buller, актриса — Фрэнсис Кука) — мать Жаклин Гудман, бабушка Адама и Джонатана. Часто делает замечания Жаклин. Позднее познакомилась с мистером Моррисом, который не понравился всей её семье.
- Вэл Льюис (англ. Val Lewis, актриса — Трейси-Энн Оберман) — лучшая подруга Жаклин Гудман.
- Лу Моррис (англ. Lou Morris, актёр — Гарри Лендис) — 85-летний бойфренд бабушки Элеоноры Буллер.

## Критика и восприятие
Британская газета The Guardian, рассматривая второй сезон сериала, обращает внимание на то, что в его сюжетной композиции присутствует большее количество элементов юмора и фарса, чем в первом. Также рецензенты положительно охарактеризовали работу актёров (в частности — Пола Риттера, чья игра «совершенствуется с каждым эпизодом»).
Другая британская газета — Metro — замечает, что относительно первого сезона во втором наблюдается заметно меньше юмористических сцен. При этом указывается, что в целом сериал, несмотря на некоторую «несдержанность» в сюжетных линиях, «не так плох, как может показаться».
Газета The Independent, сравнивая ситкомы Me and Mrs Jones и Ужин в пятницу вечером, выделяет некоторые сходные моменты в сюжете, однако добавляет, что последний отличают более грамотная игра актёров и постановка сцен.